# 凯申巴赫
凯申巴赫是德国莱茵兰-普法尔茨州的一个市镇。总面积6.92平方公里，总人口188人，其中男性106人，女性82人（2011年12月31日），人口密度27人/平方公里。